# 鹊桥号中继卫星
鹊桥号中继卫星，原先称为嫦娥四号中继通信卫星，是一颗服务嫦娥四号的地月间通讯中继卫星。鹊桥号于2018年5月21日发射，成为世界上首颗运行于地月拉格朗日L2點的通信卫星。

## 背景
由于嫦娥四号将在月球背面着陆，而因为月球自转周期与绕地球公转周期相同，故嫦娥四号的通讯将会受到月球本身的阻挡。因此需要一颗额外的卫星承担地球与嫦娥四号之间的通讯中继任务。
在嫦娥四号确定以月球背面为着陆点后，嫦娥四号中继通信卫星即作为配套项目开展研制。

## 名称
2018年4月24日，在第三个“中国航天日”活动期间，嫦娥四号中继通信卫星被正式命名为“鹊桥”。这一名称来自中国古代神话，是一座为了让牛郎和织女相会，而由喜鹊的身体搭建的桥梁，有着美好的寓意。

## 发射与部署
鹊桥号中继卫星在2018年5月21日5时28分由长征四号丙运载火箭在西昌卫星发射中心发射。这是西昌卫星发射中心首次发射长征四号丙运载火箭。
鹊桥号中继卫星发射后进入近地点高度200公里，远地点高度40万公里的地月转移轨道，2018年5月25日21时46分成功实施近月制动，进入月球至地月拉格朗日L2点的转移轨道。随后再进行数次变轨，在2018年6月14日時进入环绕地月拉格朗日L2点的晕轮轨道。

## 设备

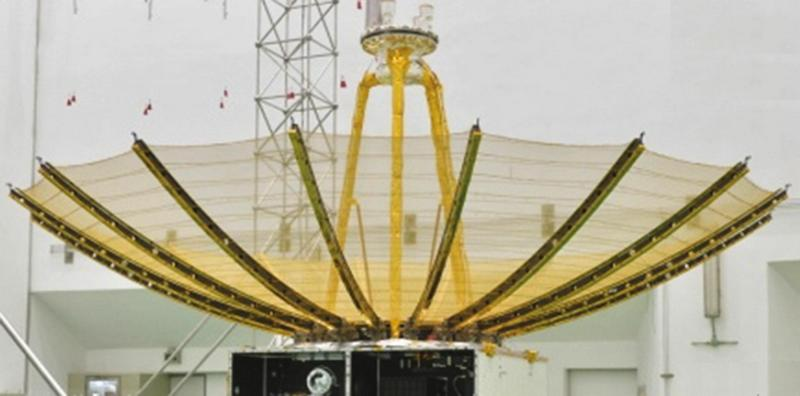
鹊桥号中继卫星上的通信天线

鹊桥号中继卫星搭载了一口展开后直径达4.2米的伞状天线，是发射时人类深空探测器史上携带的最大口径通信天线。其与地面之间的通信带宽为2M，与嫦娥四号着陆器和巡视器间的带宽在100k以上。
伴随鹊桥号升空的科学仪器还有:
- 荷兰－中国低频探测器（NCLE）和激光反射器。它由荷兰奈梅亨拉德伯德大学和中国科学院开发，用于探测早期宇宙的低频射电辐射。其观测任务包括绘制全天射电图、检测太阳风暴和行星射电脉冲。[16]
- 由中山大学研制的激光反射器，为空间探测引力波计划“天琴”做先导性的激光测距研究。[16]

## 其它载荷

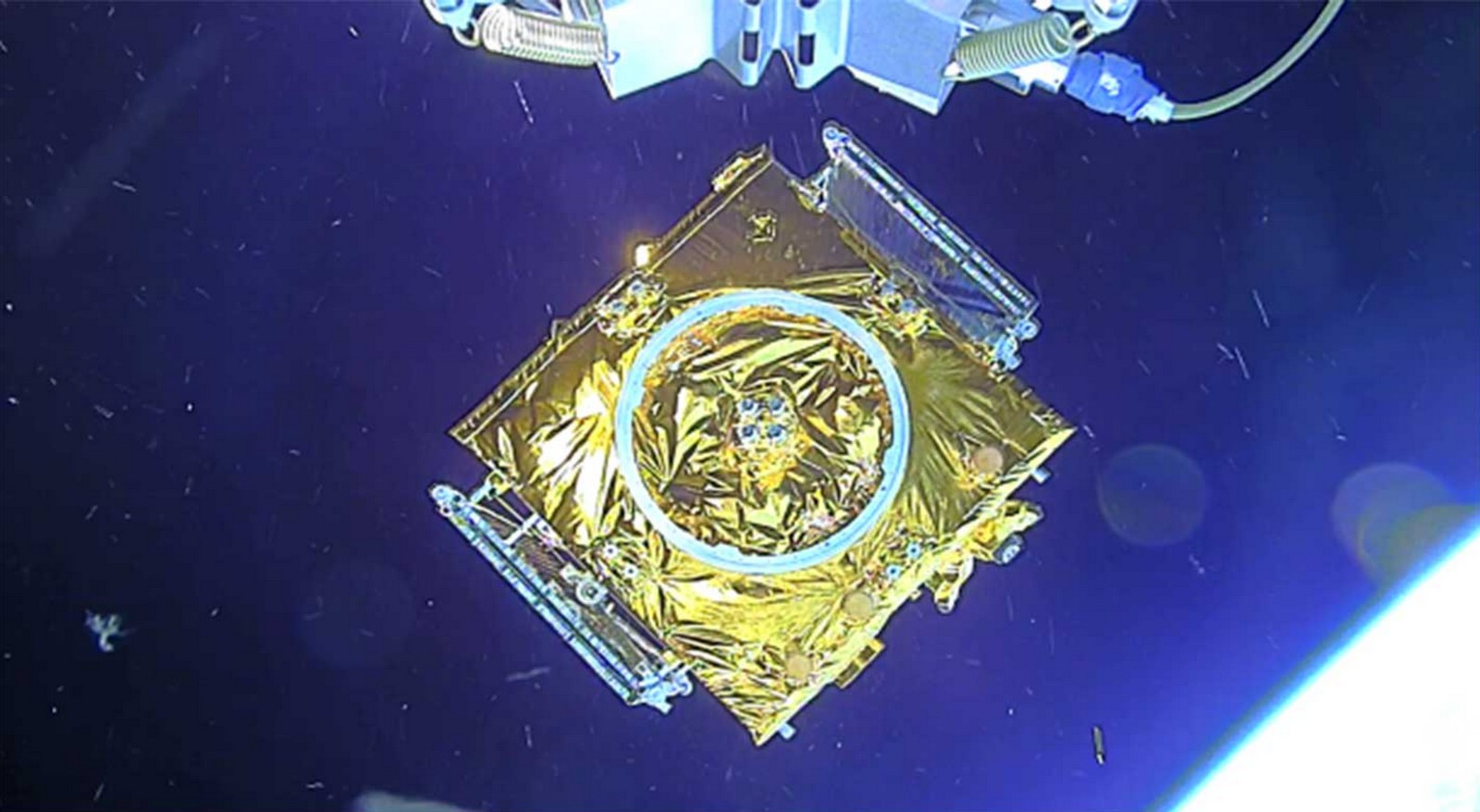
鹊桥号与运载火箭分离的画面

由于长征四号丙运载火箭运力充足，此次鹊桥号中继卫星的发射任务还搭载了哈爾濱工業大學与中国科学院国家空间科学中心、中国科学院国家天文台联合研制的兩個小型航天器。2018年4月24日，两颗小卫星分别被命名为“龙江一号”和“龙江二号”。“龙江双星”的使命是环绕月球开展超长波射电天文观测实验，每颗龙江微卫星上配有两套天线，每套均由三根互相垂直的一米长鞭状天线组成，可以同时测量不同偏振的电波。由于是附属载荷，這两个衛星长宽高仅为50x50x40厘米，单个質量限制在46公斤，且不少质量分配给了推进剂，其卫星轨道不能精细调节，主要用于技术验证。

### 龍江一號
別名DSLWP-A1，其下行鏈路的頻率為435.425 MHz和436.425 MHz。龙江一号原计划与龙江二号一起进行编队飞行，构成阵列以实现空间的干涉观测，但龙江一号在地月转移轨道飞行过程中出现控制异常，未能进入月球轨道。

### 龍江二號
別名DSLWP-A2。世界上第一顆小型衛星從繞地球軌道到達月球軌道的。它也是中國與沙特阿拉伯的國際合作項目，是一帶一路合作的一部分。
2018年6月14日，龙江二号卫星进入环月轨道，独立完成了地月转移、近月制动和环月飞行任务。其搭载的沙特相机等载荷全部正常开机。同时与全球各地业余无线电爱好者合作传来了月球雨海地区局部影像与地月合影。
下行鏈路頻率435.400 MHz，使用10K0F1DCN或10K0F1DEN的下行鏈路為436.400 MHz。使用turbo碼或JT4G的250/500 bps GMSK。
在完成既定任务之余，哈尔滨工业大学业余无线电俱乐部的电台（呼号：BY2HIT）与德国的业余无线电爱好者（呼号：DK5LA）通过龙江二号卫星实现了首次月球轨道卫星的业余双向通信(QSO)。
2019年7月31日晚22:20分左右，完成所有任务后，龙江二号卫星按照既定计划撞上月球背面受控坠毁，留下了一个直径4×5米的人造撞击坑。11月14日，NASA的月球勘测轨道飞行器（LRO）在月球背面北纬16.6956°，东经159.5170°位置找到了龙江二号的撞月点。

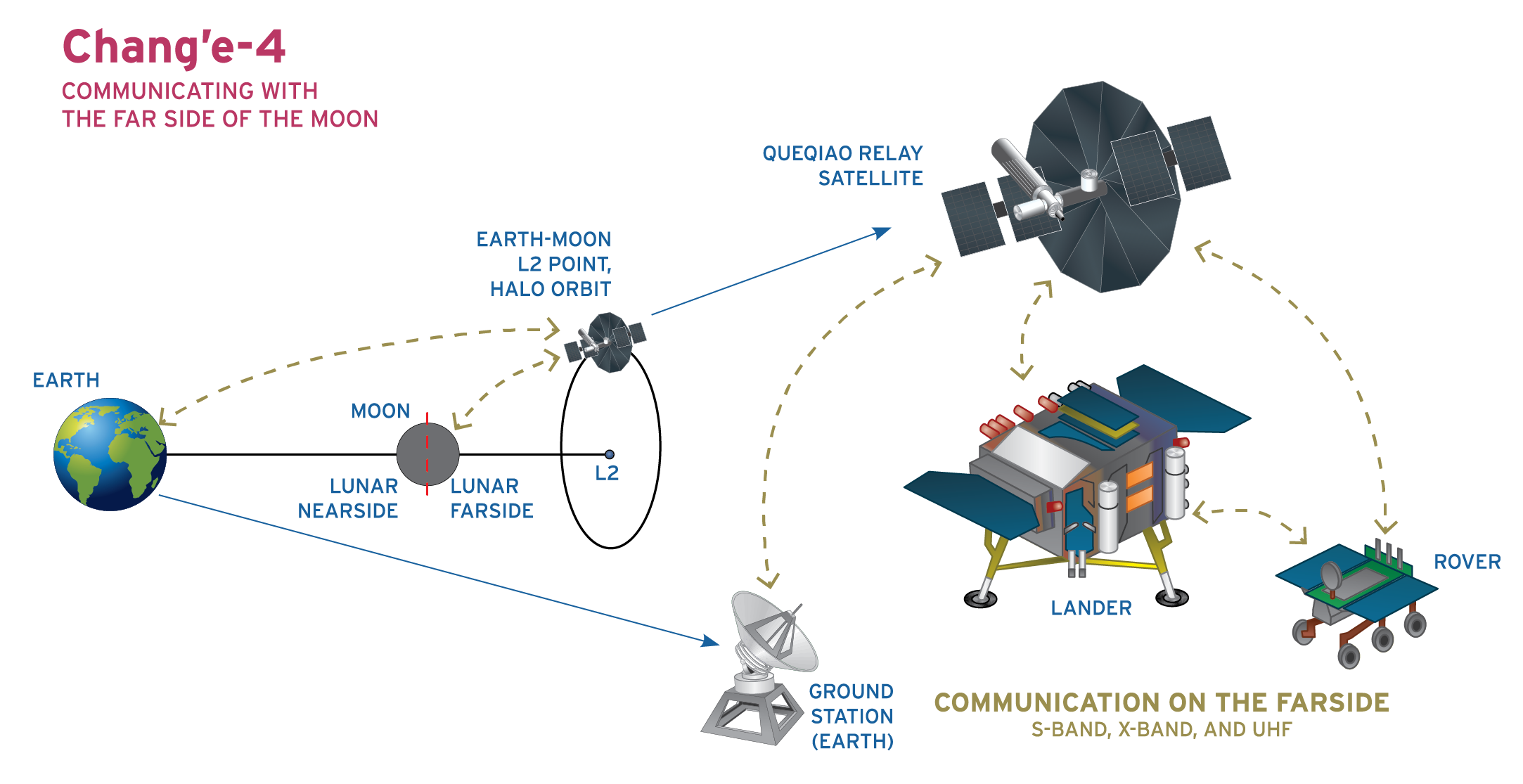
鹊桥号中继卫星是一颗服务嫦娥四号的地月间通讯中继卫星。

## 国际合作
中国和荷兰拉德布大学合作进行了荷中低频探测器（NCLE），这是一项射电天文学实验。中国还同意了美国国家航空航天局的请求，在美国未来的月球任务中使用嫦娥四号探测器和鹊桥中继卫星。

## 另見
- 中國航天
- 中国探月工程
- 嫦娥四号
- 月球探测
- 月球人造物体列表
- 鹊桥二号中继卫星